# Linda Báez Rubí
Linda Báez Rubí es investigadora en el Instituto de Investigaciones Estéticas (Universidad Nacional Autónoma de México)  en las áreas de teoría de la imagen y arte de los virreinatos. Es catedrática en el Posgrado en Historia del arte de la Facultad de Filosofía y Letras (Universidad Nacional Autónoma de México). 
Desde 2012, junto a la Dra. Emilie Carreón Blaine, ha coordinado la revista Anales del Instituto de Investigaciones Estéticas, UNAM. Desde 2014 es investigadora asociada del proyecto Bilderfahrzeuge: Aby Warburg’s Legacy and the Future of Iconology (Warburg Institute, Londres) y del clúster Interdisziplinäres Labor Bild-Wissen-Gestaltung, Hermann von Helmholtz-Zentrum für Kulturtechnik (Humboldt- Universität, Berlín).

## Formación
Linda Báez es doctora en Historia y Filología Románica por la Universidad de Friburgo (Alemania), cursó la maestría en Estudios Combinados de Historia (Renacimiento) en el Instituto Warburg de Londres. Es licenciada en Lengua y Literatura Hispánicas por la Facultad de Filosofía y Letras, de la UNAM.
Posteriormente, cursó el posdoctorado en el Graduiertenkolleg, Bild-Körper-Medium. Eine Anthropologische Perspektive (Departamento de Historia del Arte y Teoría de los Medios, HfG, Karlsruhe) fundado por Hans Belting gracias a una beca otorgada por la Deutsche Forschungsgemeinschaft (DFG).

## Docencia
Ha impartido asignaturas en licenciatura, sobre arte y cultura latinoamericana en la Staatliche Hochschule für Gestaltung, Karlsruhe (2006-2008). Desde 2009 es profesora en el Posgrado de Historia del Arte en la Facultad de Filosofía y Letras, UNAM, en el área de Teoría y Metodología. Fue profesora invitada en la Cátedra IAS/ Romanistik en la Universidad de Bielefeld en 2013.

## Investigación
Sus temas de investigación se centran en la transmisión y recepción (procesos de retórica, óptica y visualización) de las imágenes del medioevo y del humanismo renacentista en el virreinato novohispano; las artes de la memoria y sus dispositivos visuales; los modelos teóricos de la Bildwissenschaft, y el pensamiento del historiador de las imágenes Aby Warburg (1866-1929). Su enfoque está en los estatutos culturales y de la imagen en el periodo de los virreinatos y los conceptos y teoría de la imagen.

## Publicaciones
Artículos
- La herencia de Ramon Llull en el descubrimiento, conquista y colonización de América: propuestas y perspectivas. Archivo Ibero-Americano,  0004-0452, Año nº 76, Nº 282, 2016 (Ejemplar dedicado a: Franciscanismo y lulismo en los Reinos Hispánicos (siglos XIII-XX)), págs. 141-184.
- Y que la pintura mueva más que la escritura: La circulación de imágenes entre América y España. Semata: Ciencias sociais e humanidades,  1137-9669, Nº 24, 2012, págs. 171-192.
- Reflexiones en torno a las teorías de la imagen en Alemania: la contribución de Klaus Sachs-Hombach. Anales del Instituto de Investigaciones Estéticas,  0185-1276, Nº. 97, 2010, págs. 157-194.
- Vehículos de visión en la representación de lo sagrado. Tópicos del Seminario,  1668-1200, Nº. 22, 2009 (Ejemplar dedicado a: Los límites del texto sagrado / coord. por Massimo Leone, María Luisa Solís Zepeda), págs. 131-156.
- La imagen y los imaginarios en la visualidad retórica de Fray Diego de Valadés. Mitteilungen der Carl Justi-Vereinigung,  0946-2821, Nº. 19, 2007, págs. 81-102
- La Herencia del Ars lulliana contemplativa en el orbe cultural de la evangelización franciscana: Fray Juan de Zumárraga y la vía de los beneficios en tierras de la nueva España. Antonianum,  0003-6064, Nº. 3 (Iulius-September), 2005, págs. 533-562.

Colaboraciones en obras colectivas
- I paraventi della Nuova Spagna: dispositivi visuali tra spazio e immaginario. Linda Báez Rubí, Emilie Carreón Blaine. XXXV Convegno Internazionale di Americanistica, 2013,  978-88-903490-5-8, págs. 299-306.